# ジョヴァンニ・ダ・モンテコルヴィーノ
ジョヴァンニ・ダ・モンテコルヴィーノ（Giovanni di Montecorvino、1247年 - 1328年）は、イタリア・モンテコルヴィーノ・ロヴェッラ出身のカトリック司祭、宣教師。インドを経て中国で宣教活動を行い、多くの信徒を獲得した。アジアへのキリスト教伝播に大きな役割を果たした。

## 生涯
ジョヴァンニ・ダ・モンテコルヴィーノ（以下モンテコルヴィノ）はフランシスコ会司祭であった。当時のフランシスコ会は非キリスト教徒への宣教を主な事業としており、モンテコルヴィノは東ローマ帝国皇帝ミカエル8世パレオロゴスに招かれ、東西教会統一のための特使として教皇グレゴリウス10世のもとへ派遣されたこともあった。
後にニコラウス4世の命を受けて近東および中近東地域、特にアジア出身の遊牧民への宣教を行うため1275年から1289年にかけてペルシャなど中東各地へ赴いた。1286年、イルハン朝の君主アルグンはモンゴル皇帝クビライ（在位：1260年-1294年）の依頼としてカトリックの宣教師の中国派遣をネストリウス派の司教バール・サウマを介して教皇に要請してきた。そのころのクビライはキリスト教に興味を持っていたといわれる。こうして中東から戻ってきたモンテ・コルヴィノにニコラウス4世から中国への布教という新たな使命が与えられた。
1289年、モンテコルヴィノは教皇庁の公式使節としてローマを出発した。モンテコルヴィノの旅にはドミニコ会員ニコラス・デ・ピストイア（Nicholas de Pistoia）および商人ペトルス・ルカロンゴ（Petrus de Lucalongo）が同伴した。一向はペルシャに入り、現在のイランの東アーザルバーイジャーン州にあるイルハン朝の首都タブリーズに到着した。
ペルシャを出た一行は1291年にインド洋をわたり、「使徒トマスの国」と呼ばれたマドラスに1年ほど滞在して宣教し、100人ほどに洗礼を授けたが、同行したニコラスはインドで没した。1291年12月、モンテコルヴィノはインドから書簡を書いている。彼が中国に到着したのは出発から五年目の1294年であった。モンテコルヴィノが大都（現在の北京）に到着したのは、クビライが没し、テムルが後を継いだころであった。テムルはキリスト教を良く思っていなかったが、モンテコルヴィノの人柄を信頼するようになった。すでに中国には景教（キリスト教ネストリウス派）の信徒がおり、モンテコルヴィノが自らを正統であるとして彼らを批判してもテムルは取り立てて注意することもなかった。
1299年、モンテコルヴィノは北京に最初のカトリック教会を建設し、1305年には宮廷近くに第二の教会を建て、多くの信徒を獲得した。さらに身寄りのない子どもたちを引き取って教育し、ラテン語の初歩や聖歌を教えた。自身も中国語で説教ができるまでになったため、新約聖書と詩篇の中国語の翻訳にも取り組んだ。1305年と1306年のモンテコルヴィノの手紙では中国においてカトリック信徒の数が増え、事業が拡大していること、ヨーロッパから「カタイ」（中国）にいたるルートが明らかになったことについて記している。1305年と6年の二通の書簡はカザリア（クリミア）のフランシスコ修道会管区に向けて記載されたもので、前者では聖人伝・聖歌集等の布教用の書籍の送付や同志の派遣を依頼している。
モンテコルヴィノは11年間、一人で働いていた。1303年になってようやくドイツ人フランシスコ会士アルノルドが中国にたどりついた。1307年、教皇クレメンス5世はモンテコルヴィノの宣教活動の成功を喜び、さらに7人のフランシスコ会員司教を派遣して、モンテコルヴィノを北京の大司教に任命することにした。7名のうちで1308年に大都にたどりついた3人（ガラルドゥス、ペレグリウス、ペルージャのアンドレウス）の手でモンテコルヴィノは司教叙階を受けた。
さらに20年近くモンテコルヴィノは宣教師として活躍し、後進の宣教師たちも精力的に活動した。フランシスコ会で伝えられた「モンテコルヴィノは三代皇帝カイシャンを信仰に導いた」という話が単なる伝説であったとしても、彼の宣教活動は成功をおさめたことは疑いようがない。すでに北京だけでなくアモイにも教会施設がつくられていた。
1328年ごろ、中国宣教に半生をささげたモンテコルヴィノは中国の地でその生涯を閉じた。彼は人柄と徳によって多くの中国人を魅了し、キリスト教信仰へ導いた。彼の死後、40年以上北京のカトリック教会は活動し続けた。

## 人物
非常に謹厳な性格だったようで、1306年の書簡では、同志の派遣を依頼しながらも、「私が云うのは模範的生活をするよう励む者であって、僧侶の権力を主張し、信心ぶりを誇示する者のことではない。こういった人は当地の仕事には向かない」と記載され、カステルロのペレグリノ（ペレグリウス）の書簡では「厳格で荒っぽい」と記されている。また後任と目していたペルージャのアンドレウス修道士は後継大司教を断り、北京にいづらくなり、ザイトン（泉州）に赴く結果を招いている。

## 北京と泉州の司教座
北京と泉州の司教座は以下の経過を辿った。司教達は書簡で再三同志の増派を願っているが、14世紀にあってはあまりにも遠い地域へ赴く修道士は少なくかつ交通も危険が伴い、モンゴル帝国構成各国の混乱により、元代におけるキリスト教布教は衰亡に向かった。カステルロのペレグリノは、その書簡にて「我々は協力者である修道士達を切実に欲しいと思う以外は何も必要としない。ジェラルド司教修道士は歿した。残った我々修道士達も、そう長くは生きられないし、又他に修道士達もやってこない。今に教会は洗礼もなく、住む人もいなくなるだろう」と記している。
- 北京
  - 1299年、モンテコルヴィーノが最初の教会を建設。1308年司教に叙階。1328年没。
  - 1334年、後継司教ニコラウスが教皇ヨハネス22世により派遣されるが、1338年にアルマリク到着以降の消息不明。

- 泉州
  - 初代司教ジェラルド・アルブイニ(Gerardo Albuini）、1318年頃没。
  - 二代目司教カステルロのペレグリノ（1322年没）
  - 三代目司教ペルージャのアンドレウス（1326年没）
  - 四代目司教フィレンツェのジャコモ（1328年没。中国へ向かう途中殺害され、司教区は消滅した）